# Pycnanthemum monotrichum
Pycnanthemum monotrichum är en kransblommig växtart som beskrevs av Merritt Lyndon Fernald. Pycnanthemum monotrichum ingår i släktet Pycnanthemum och familjen kransblommiga växter. Inga underarter finns listade i Catalogue of Life.